# Acklandia servadeli
Acklandia servadeli är en tvåvingeart som först beskrevs av Seguy 1933.  Acklandia servadeli ingår i släktet Acklandia och familjen blomsterflugor. Inga underarter finns listade i Catalogue of Life.